# Wedgwood

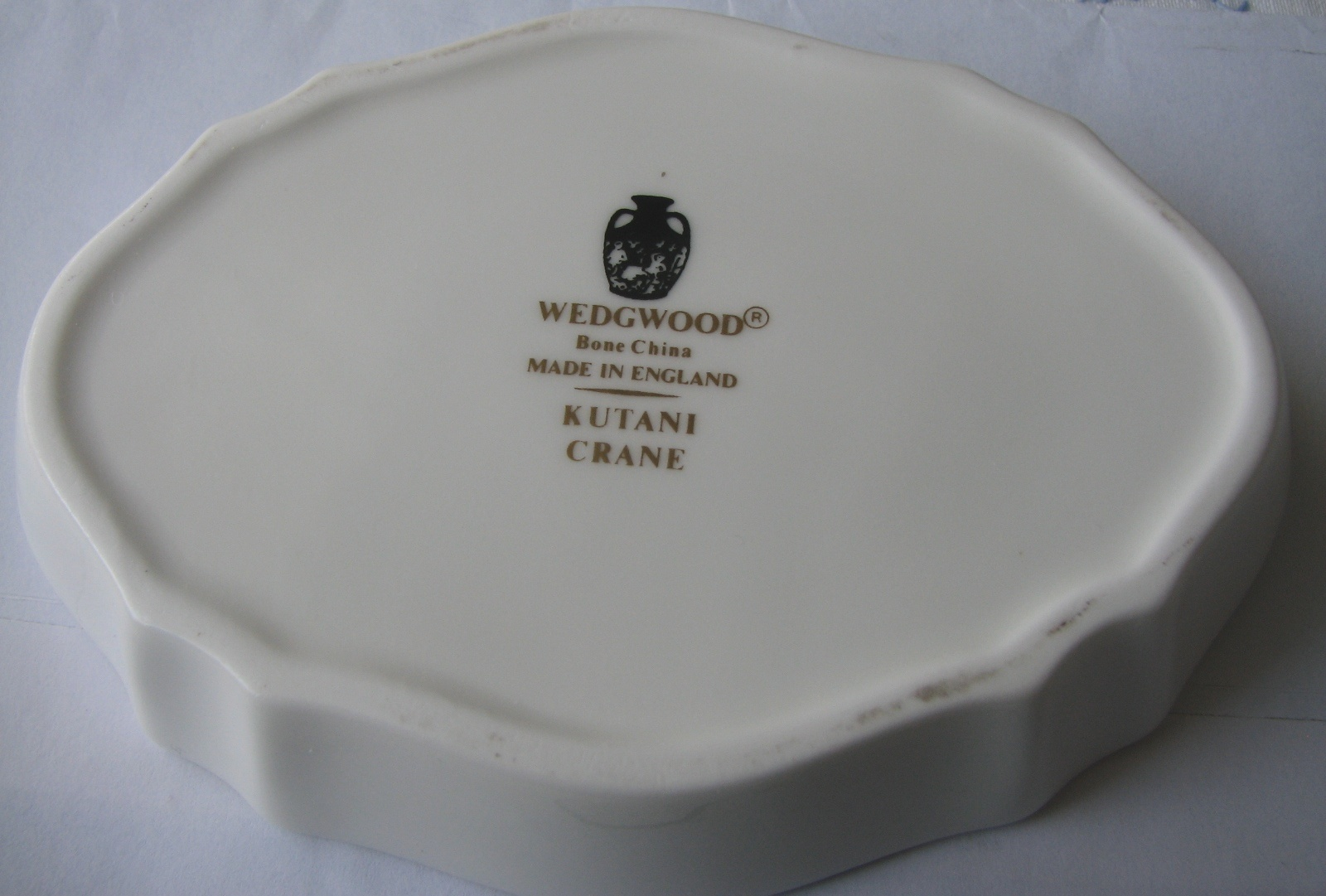
Kutani Crane - Wedgwood (onderkant)

Wedgwood is een Brits bedrijf dat zich specialiseert in aardewerk en porselein. Het bedrijf is in 1759 opgericht door Josiah Wedgwood (1730-1795), ook wel bekend als "The Father of English Potters". De familie Wedgwood had zijn naam al gemaakt binnen de industriële sector en vanuit deze achtergrond beschikte Josiah Wedgwood over vele talenten op het gebied van wetenschap, kunst en technologie. Deze kennis gebruikte hij om een aardewerkfabriek op te richten. In tegenstelling tot de gangbare industrie in zijn tijd besteedde Josiah Wedgwood hierbij veel aandacht aan de sociaal-emotionele aspecten van zijn werknemers en hield hij niet op bij de bouw van enkel een fabriek. Toen de Wedgwood-fabriek in 1766 voldoende opbrengst gegenereerd had, begon hij met de bouw van een dorp rondom een nieuwe fabriek. Het geheel werd "Etruria" gedoopt en de werknemers van Wedgwood konden hier niet alleen werken, maar ook wonen. Bovendien legde hij kanalen (het Trentkanaal en het Merseykanaal) aan zodat zijn producten snel en gemakkelijk vervoerd konden worden.
Als wetenschapper was Josiah Wedgwood altijd bezig met het ontwikkelen van nieuwe technieken zoals de bekende "Queens Ware" (1762), "Black Bassalt" (1768) en "Jasper" (1774). Innovatie is altijd belangrijk gebleven binnen Wedgwood. Zo werd er in de 19e eeuw gebruikgemaakt van nieuwe machines, werd er voor het eerst gekleurd aardewerk gebruikt en begon Wedgwood met de productie van "bone china" (porselein met een toevoeging van beenderas waardoor het eindproduct veel sterker wordt). Wedgwood behaalde met name met Bone China veel faam en dit sierde dan ook vele tafels van de bekenden der aarde zoals die in het Witte Huis ten tijde van Theodore Roosevelt.
In de jaren 30 van de 20e eeuw sloten de meeste aardewerkfabrieken hun deuren omdat aardewerk door de introductie van diverse nieuwe materialen steeds minder geliefd werd. Wedgwood bleef echter nieuwe producten produceren en om de efficiëntie te verbeteren werd er een nieuwe fabriek geopend nabij het dorp Barlaston. De nieuwe fabriek opende zijn deuren in de jaren 40 en is op deze plaats blijven bestaan tot de dag van vandaag. Wedgwood is nog altijd een van de grootste producenten van aardewerk en porselein en de producten van Wedgwood zijn over de gehele wereld te vinden.
In 2001 begon Wedgwood samen te werken met de ontwerper Jasper Conran die een collectie in wit bone china ontwierp.
In januari 2009 maakte het bedrijf bekend dat ze surseance van betaling hadden aangevraagd. In maart kocht de private-equityfirma KBS Capital Partners het bedrijf voor 0,001 euro per aandeel. Ze kondigden toen aan het het bedrijf zes jaar in handen te houden, te reorganiseren en daarna te verkopen. In 2015 werd het bedrijf dan ook verkocht aan Fiskars.